# Jazz Blues Fusion
Jazz Blue Fusion è un album live di John Mayall, pubblicato nel 1972.
Il lato A comprende esecuzioni tratte da un concerto tenutosi da Mayall a Boston il 18 novembre 1971, mentre le canzoni del lato B furono scelte da due concerti svoltisi rispettivamente il 3 ed il 4 dicembre dello stesso anno, allo Hunter College di New York.

## Tracce
1. Country Road – 7:17
2. Mess Around – 2:52
3. Good Times Boogie – 9:18
4. Change Your Ways – 3:46
5. Dry Throat – 6:40
6. Exercise in C Major for Harmonica – 8:33
7. Got to Be This Way – 6:54